# Garmaż
Garmaż, potocznie wyroby garmażeryjne, garmażerka – ogół gotowych lub na pół gotowych potraw dostarczanych do sklepów oraz lokali gastronomicznych.